# Centralpalatset, Lidingö

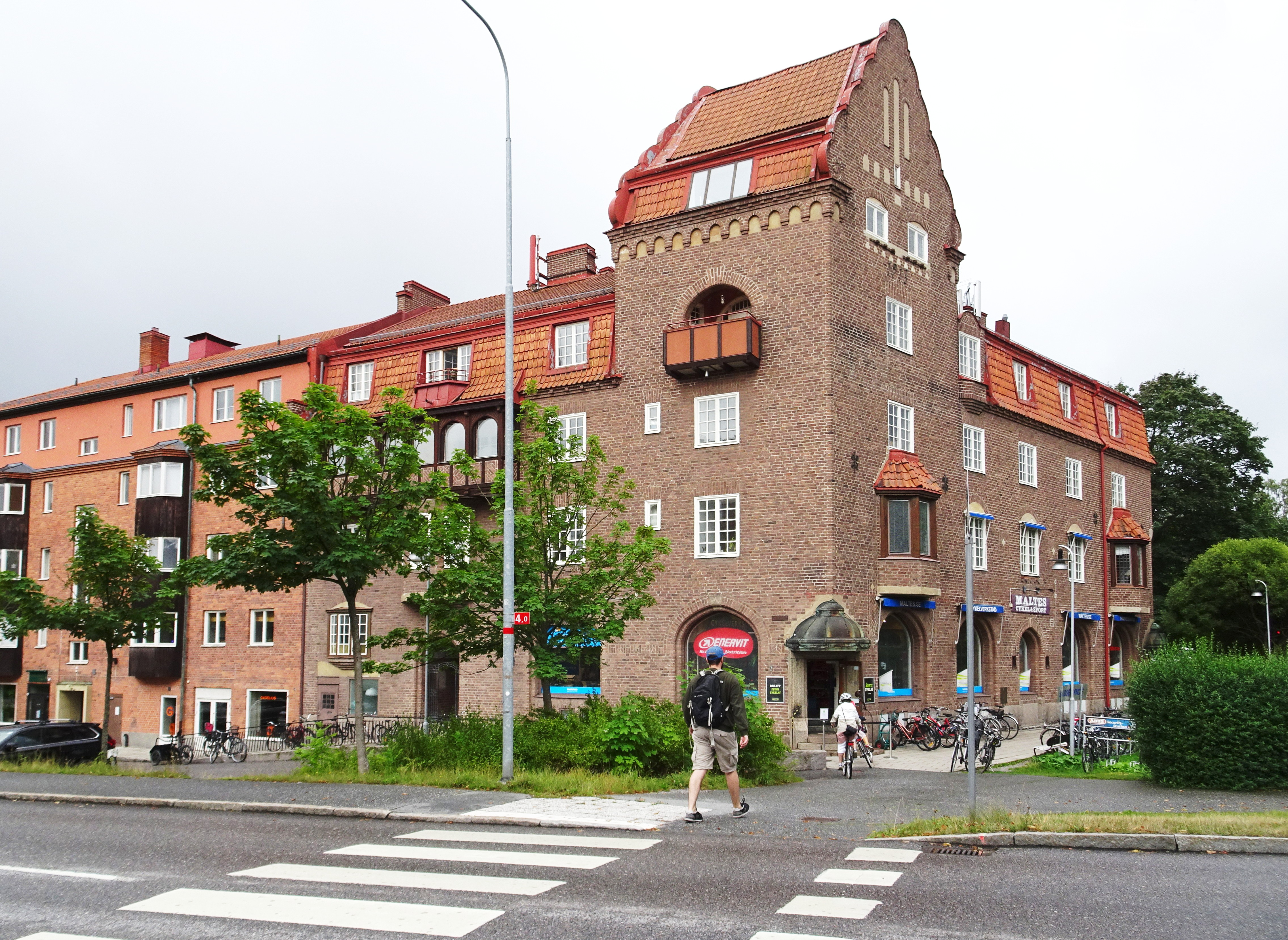
Centralpalatset sett från Kyrkvägen, augusti 2021.

Centralpalatset kallas en kulturhistoriskt värdefull byggnad i hörnet Kyrkvägen / Lejonvägen / Vasavägen i kommundelen Hersby i Lidingö kommun. Huset med centralt läge i den 1906 bildade Lidingö villastad uppfördes 1912–1913 efter ritningar av arkitekt Alf Landén. 

## Historik

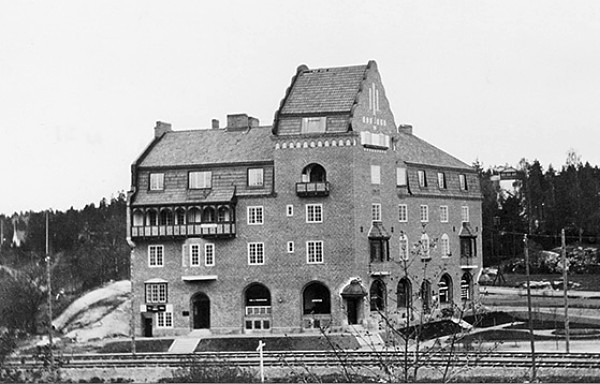
Centralpalatset, 1913.

Lidingö villastad gav inte bara plats åt villor på stora tomter utan man planerade också för en mera stadsmässigt bebyggelse med flerbostadshus och affärslokaler i anslutning till Norra Lidingöbanans dåvarande hållplats "Vasavägen" som var tänkt som centrum för villastaden. Här uppfördes Vasaborgen 1923 efter tio års fördröjning och söder om den byggdes 1913 Centralpalatset. I bottenvåningen fanns bland annat apoteket Tärnan och butiken Varia med hygienartiklar samt den kooperativt drivna livsmedelsaffären Svenska Hem. En stor del av bottenplanet användes 1913 som banklokal som övertogs 1922 av Mälareprovinsernas Enskilda Bank. 1926 flyttade Svenska Handelsbanken in och var kvar där tills det var dags för flytt tvärs över gatan till nya Lidingö centrum på 1990-talet.
Byggnadens planform liknar ett ”V” och anpassades till den triangulära tomten med kortsidan åt väster och långsidorna mot Kyrkvägen respektive Vasavägen. Långsidorna förlängdes 1944 efter ritningar av Lennart Brundin. Som framgår av stadsplanen från 1913 var Centralpalatset bara den västra delen av en betydligt större sammanhängande bebyggelse som dock inte fullbordades. Istället uppfördes här några punkthus på 1940-talet, ritade av bland andra Björn Hedvall.

## Byggnadsbeskrivning

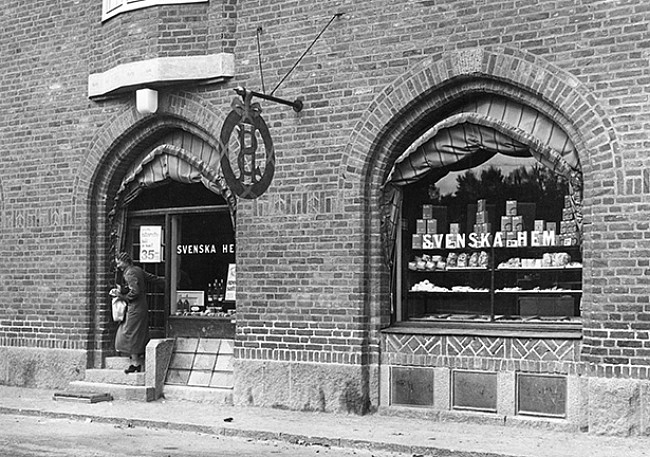
Centralpalatset, Svenska hems butik.

Med sin tunga mörka tegelfasad, sina burspråk, småspröjsade fönster och sitt branta mansardtak är Centralpalatset är ett typexempel för den svenska nationalromantiska stilen. Fasaderna mot gatan är murade i mörkt rött och brunt fasadtegel i olika nyanser och med inslag av mönstermurningar. Mot Kyrkvägen dominerar ett långt plåtavtäckt burspråk i trä med tegelbröstningar och sju bågformade fönster i rad. 
Butiksentrén i det nordvästra hörnet används fortfarande medan den i det sydvästra hörnet är ersatt med ett fönster. Båda har dock kvar sin utformning med dekorativa granitomfattningar, trappsteg av granit samt kupolformade skärmtak täckta med kopparplåt. Mot väster höjer sig ett hörntorn med höga volutgavelar, blinderingar och årtalet 1913. Innergårdens fasader är enklare gestaltade med sockelvåningen i tegel, resten är slätputsad och avfärgad i rosa kulör. Fastigheten ägs av bostadsrättsföreningen Centralpalatset i Lidingö som bildades 1999.

## Kulturhistorisk klassificering
I gällande detaljplanen från 1991 är fastigheten Vasa 1 q-märkt vilket innebär att byggnadens yttre ej får förvanskas. Byggnadens äldre delar från 1913 har enligt kommunen ett högt kulturhistoriskt värde. Den kulturhistoriska klassificering är blå som är den högsta.

## Bilder, fasaddetaljer

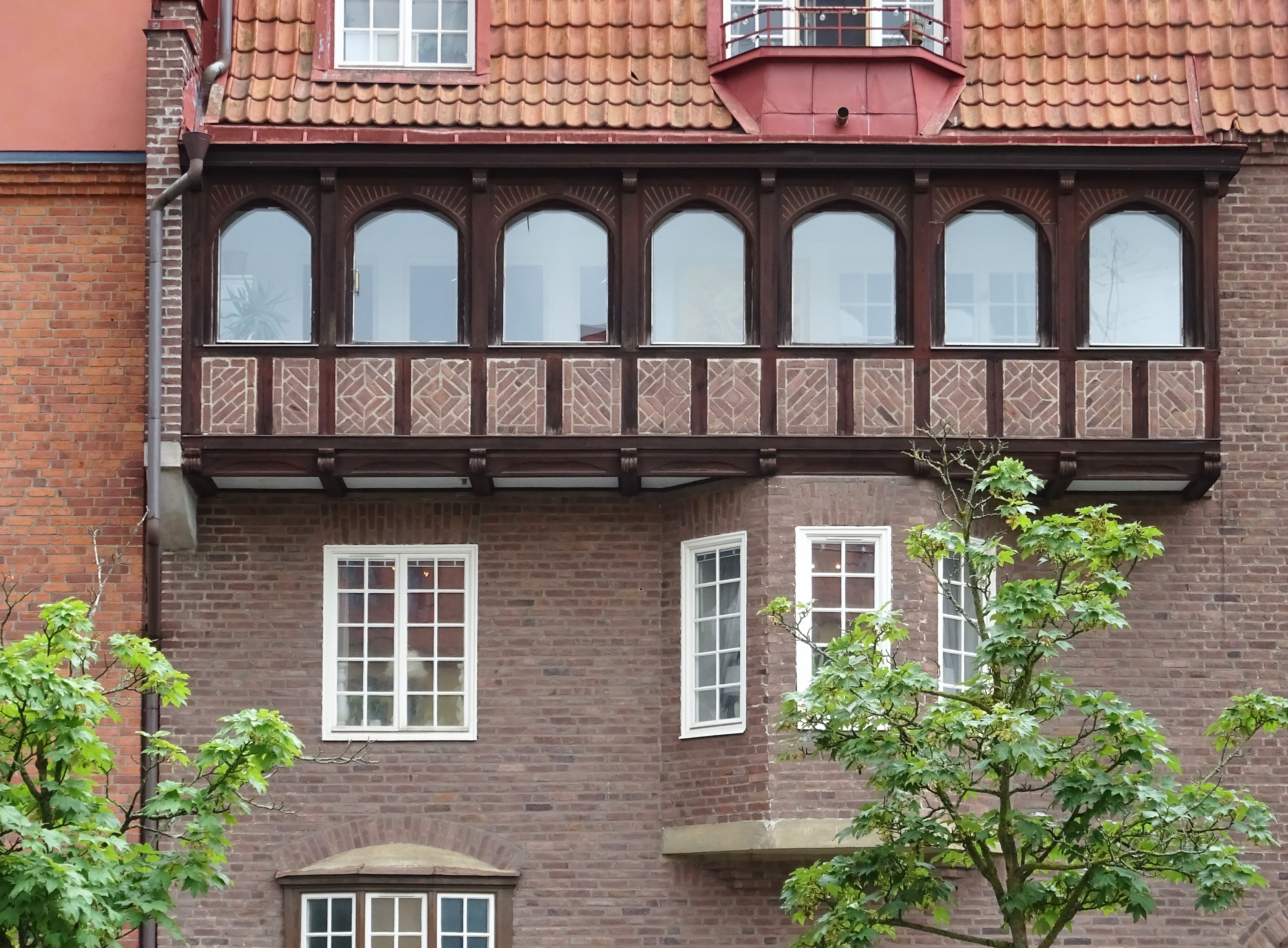
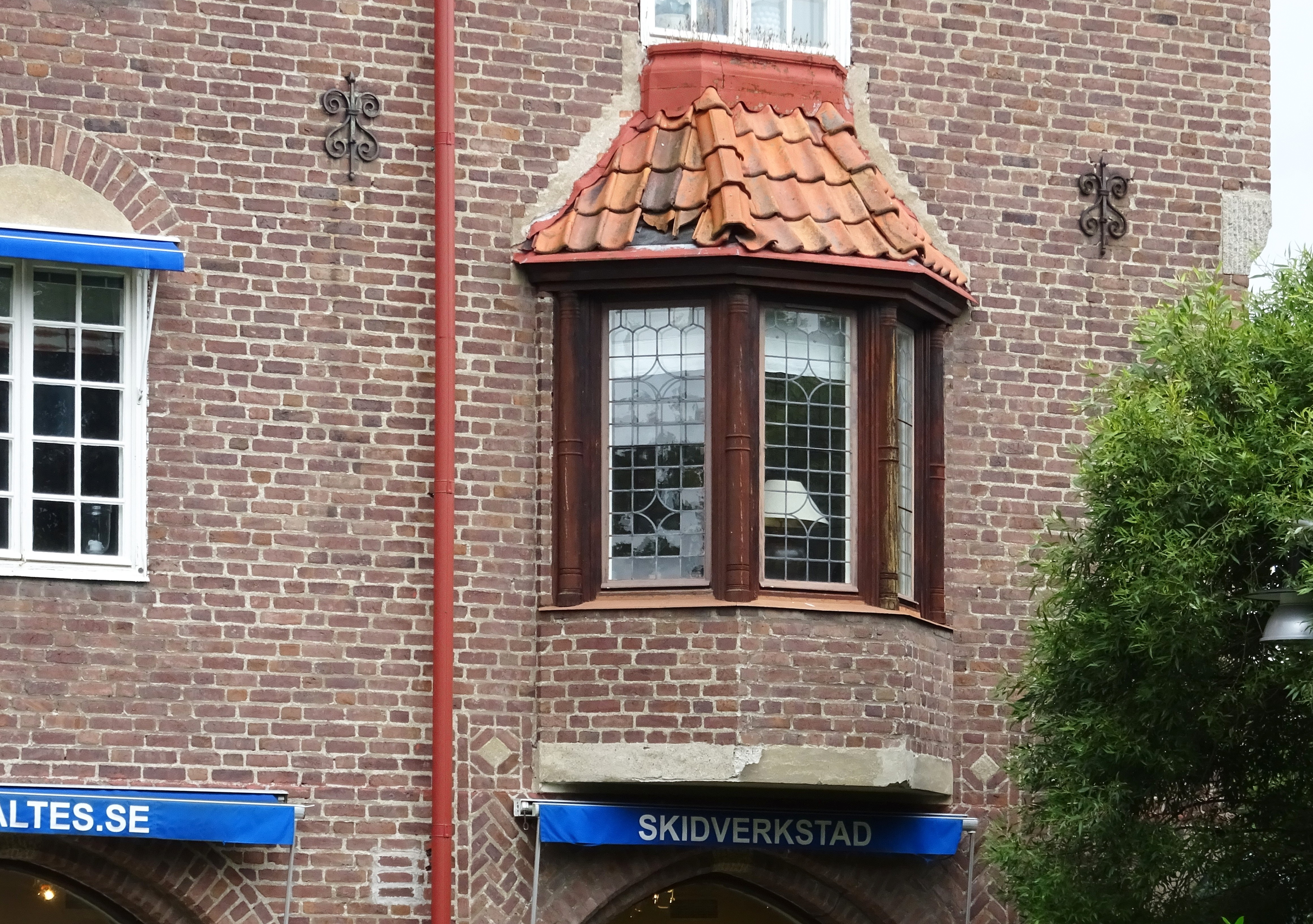
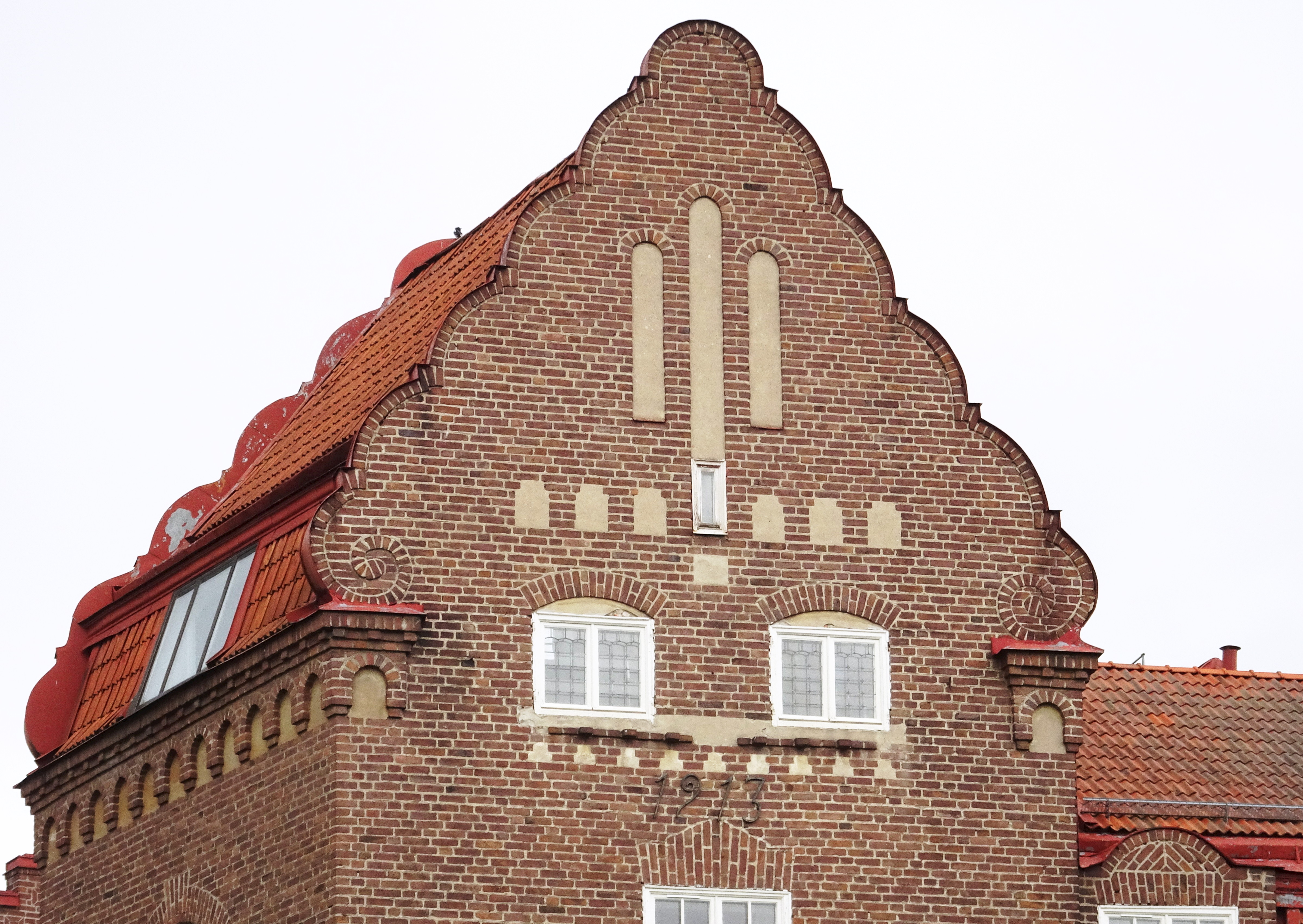
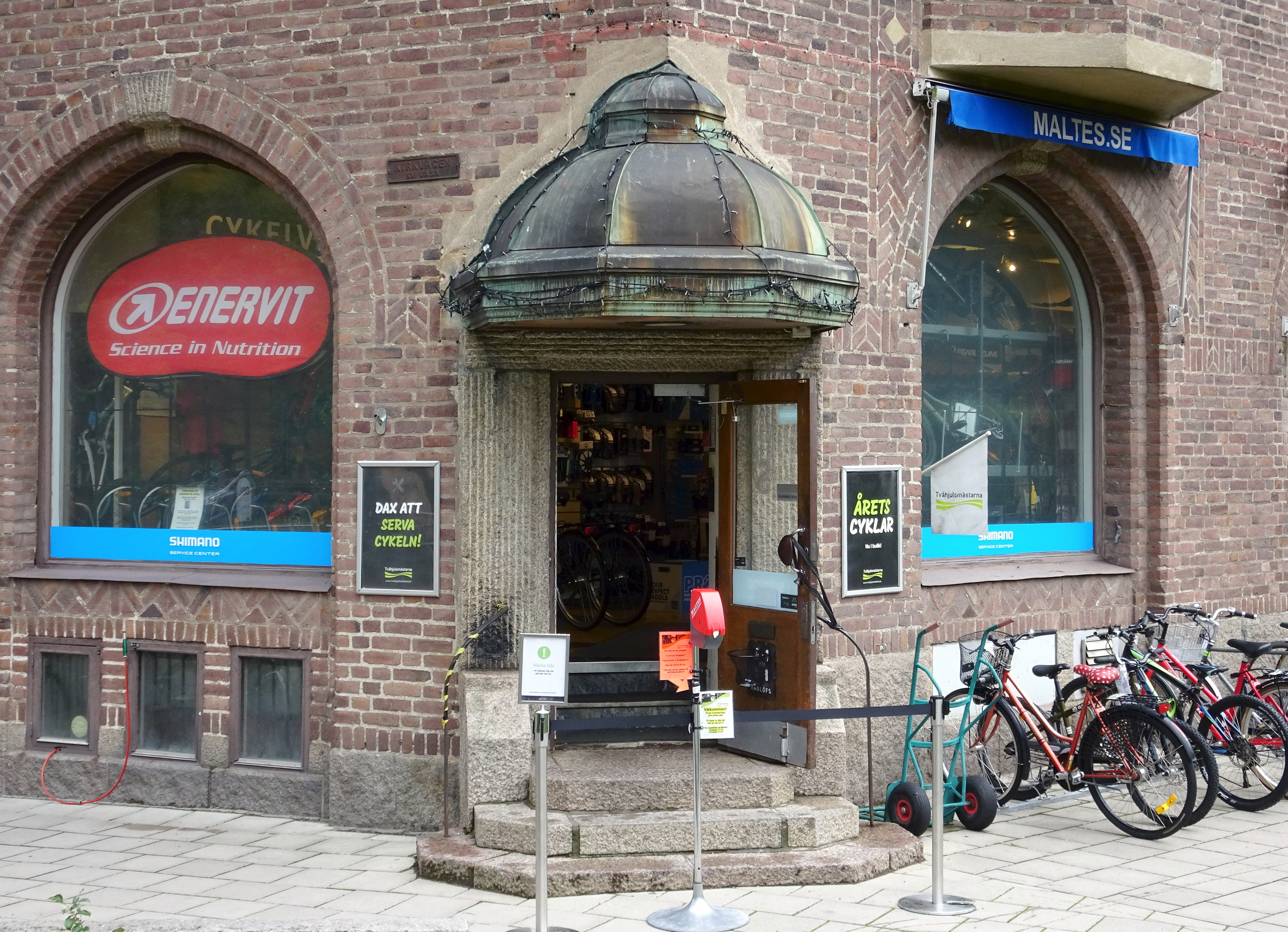
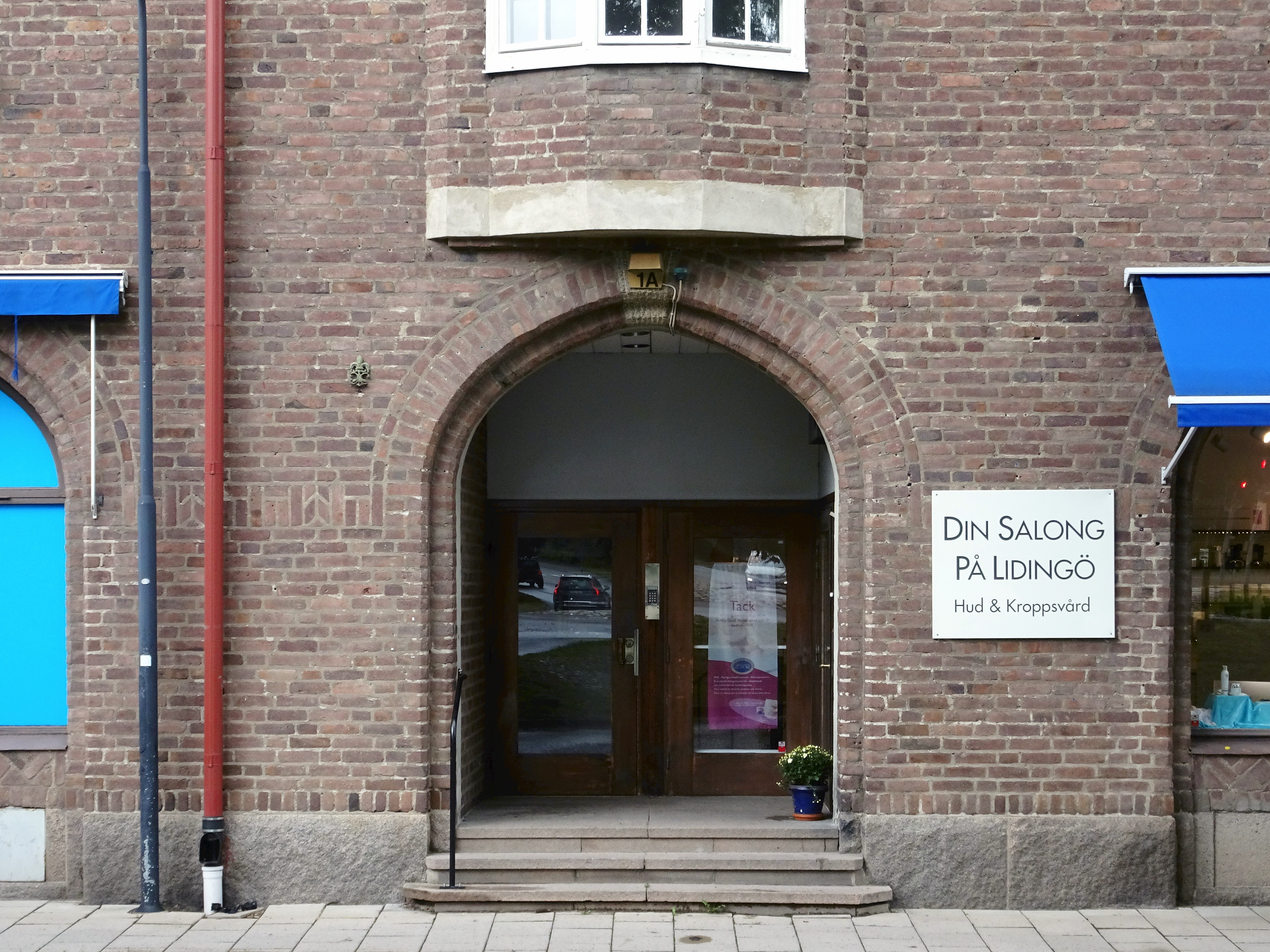